# Star Wars: Der Aufstieg Skywalkers

Logo der Star-Wars-Reihe

Star Wars: Der Aufstieg Skywalkers (Originaltitel Star Wars: The Rise of Skywalker) ist die neunte Episode der Star-Wars-Filmreihe und der dritte und letzte Teil der Sequel-Trilogie, die mit Star Wars: Das Erwachen der Macht (2015) und Star Wars: Die letzten Jedi (2017) ihren Anfang nahm. Die Handlung spielt mehr als 30 Jahre nach der sechsten Episode Die Rückkehr der Jedi-Ritter (1983). Die Regie übernahm J. J. Abrams, der zusammen mit Chris Terrio auch das Drehbuch schrieb. Abrams nahm beide Funktionen bereits in Das Erwachen der Macht ein. Produziert wurde der Film von Kathleen Kennedy, Michelle Rejwan und J. J. Abrams.
Die Weltpremiere des Films fand am 16. Dezember 2019 in Los Angeles statt. In Deutschland, Österreich und in der deutschsprachigen Schweiz kam der Film am 18. Dezember 2019 in die Kinos, der internationale Kinostart war am 20. Dezember 2019.
Alternativ ist der Film auch unter dem Titel Star Wars: Episode IX – Der Aufstieg Skywalkers bekannt. Die Episodennummer wird, wie bei allen vorherigen Episoden auch, im Lauftext zu Beginn des Films genannt. Vermarktet wurde er jedoch ausschließlich ohne Episodennummer.

## Handlung
Etwa ein Jahr ist seit dem Tod des Obersten Anführers Snoke und der Schlacht von Crait vergangen. Kylo Ren, der neue Oberste Anführer der Ersten Ordnung, ist nach Kämpfen auf dem vulkanischen Planeten Mustafar in den Besitz eines Sith-Wegfinders gelangt, der ihm den Aufenthaltsort des ehemaligen Imperators Palpatine aufzeigt, der seit der Zerstörung des zweiten Todessterns als tot galt. Auf dem Planeten Exegol, der sich in den Unbekannten Regionen der Galaxis befindet, findet der gefallene Jedi den künstlich am Leben gehaltenen Imperator in einer Kammer unter einer gewaltigen Zitadelle. Der Imperator verspottet ihn und offenbart ihm, sowohl der eigentliche Intrigant hinter den vergangenen Geschehnissen als auch der Erschaffer von Kylos ehemaligem Meister Snoke gewesen zu sein. Er bietet Kylo eine Flotte von hunderten Xyston-Klasse Sternenzerstörern an, allesamt ausgestattet mit einer Waffe, deren jeweilige Feuerkraft zur Zerstörung ganzer Planeten ausreicht, unter der Bedingung, dass er die Jedi Rey vernichten solle. Anschließend offenbart er Kylo, dass dieser sich in Bezug auf die wahre Abstammung von Rey getäuscht hat.
Rey trainiert währenddessen mit Leia Organa im Stützpunkt des Widerstands ihre Machtfähigkeiten. Mithilfe des ovissianischen Informanten Boolio, der seine Informationen wiederum von einer ranghohen Person innerhalb der Ersten Ordnung erhalten hat, können die Gerüchte, dass der Imperator zurückgekehrt sei, bestätigt werden. Rey entschließt sich, sich zusammen mit Finn, Poe, Chewbacca, C-3PO und BB-8 auf die Suche nach dem Imperator zu begeben, um diesen zu töten und so einen bevorstehenden Angriff auf alle freien Welten zu verhindern. Rey erfährt durch Luke Skywalkers Aufzeichnungen, dass zum Aufspüren des Aufenthaltsort des Imperators ein Sith-Wegfinder benötigt wird, von denen nur zwei existieren. Aus den Schriften geht hervor, dass bereits Luke versucht hat, den Imperator ausfindig zu machen.
Mit dem Millennium Falken fliegen die Widerständler zu den letzten bekannten Positionsdaten von Lukes Suche nach dem Wegfinder. Diese führt sie in das Verbotene Tal auf dem in der Expansionsregion gelegenen Wüstenplaneten Pasaana. Da auf dem Planeten gerade das Fest der Ahnen stattfindet, ist die Präsenz von Truppen der Ersten Ordnung dort erhöht. Beim Streifen durch das Festgelände setzt unvermittelt eine Machtverbindung zwischen Kylo Ren und Rey ein. Er teilt ihr durch die Macht mit, dass der Imperator ihren Tod wolle, er aber andere Pläne habe. Durch das Entreißen einer Kette, die Rey zuvor von einem Festteilnehmer erhalten hat, kann Kylo Reys momentanen Aufenthaltsort ausfindig machen und einen Angriff auf Pasaana einleiten. Als die ersten Sturmtruppen auf sie aufmerksam werden, erhält die Truppe Unterstützung von einer Person, die sich als Lando Calrissian zu erkennen gibt. Lando teilt der Truppe mit, dass er sich gemeinsam mit Luke auf die Suche nach dem Wegfinder gemacht hat. Er berichtet ihnen, dass die letzten Hinweise sie zu Ochi und dessen Bestoon Legacy in die Schlingerschlucht geführt hat. Sie entscheiden, dort ihre Suche fortzusetzen.
Nach einer Verfolgungsjagd gegen Truppen der Ersten Ordnung versinkt die Widerstandsgruppe in Sichtweite des gesuchten Raumschiffs in einem Treibsumpf. Sie gelangen so in ein von einer Vexis gegrabenes Tunnelsystem. Dort stoßen sie auf Ochis Leichnam und seinen Dolch, auf dem in der Runensprache der Sith die genauen Koordinaten des Wegfinders eingraviert sind. Obwohl der Protokolldroide C-3PO die Schrift lesen und speichern kann, verbietet es ihm seine Programmierung, die Runen zu übersetzen. In der Höhle trifft die Truppe außerdem auf eine große Schlange, die der Gruppe zunächst feindlich gesinnt ist. Sie kann von Rey jedoch durch die Macht beruhigt werden, indem sie die Wunden des Tieres heilt. Die Schlange gibt daraufhin den Ausgang der Höhle frei.
In der Zwischenzeit konfisziert die Erste Ordnung den Falken. Auch Kylo mit seinen Rittern von Ren, dessen Präsenz Rey in der Macht spüren kann, sind inzwischen eingetroffen. Nachdem sie die Bestoon Legacy erreicht haben, trennt sich die Jedi von der Gruppe, um sich Kylo zu stellen. Allerdings schickt Finn ihr kurz danach Chewbacca hinterher, der jedoch von Streitkräften der Ersten Ordnung gefangen genommen wird. Beim Kampf gegen Ren, der mit seinem TIE-Wisperjäger angreift, gelingt es Rey mithilfe eines Macht-Sprungs, über das Raumschiff einen Salto zu vollführen und dabei mit ihrem Lichtschwert einen Flügel des Jägers abzutrennen. Daraufhin erreicht auch Finn ihren Standort und weist sie auf ein abfliegendes Schiff hin, an dessen Bord er den gefangengenommenen Wookiee vermutet. Rey versucht, das Raumschiff mit Hilfe der Macht zurück auf den Boden zu holen, wird daran jedoch von Kylo Ren gehindert, der mit seinen Machtkräften dagegenhält. Von Anstrengung und Wut übermannt, entwickeln sich Macht-Blitze aus Reys Händen, die das Schiff zum Explodieren bringen und es in Stücke reißen. Rey ist entsetzt über ihre Tat und ihre Fähigkeiten. Zusammen mit Finn eilt sie zur Bestoon Legacy und flieht von dem Wüstenplaneten, ohne sich mit Kylo duelliert zu haben. Rey verspürt große Trauer und Verwirrung über den vermeintlich getöteten Wookiee und befürchtet, dass die Macht-Blitze ein weiteres Anzeichen dafür waren, dass sie auf die Dunkle Seite gezogen wurde.
Die Truppe begibt sich auf die Suche nach einem geeigneten Techniker, der die Programmierung von C-3PO umgehen kann. Da Poe Dameron den Droidenschmied Babu Frik kennt, entschließen sie sich, nach Kijimi zu fliegen. Dort gelingt ihnen durch die Hilfe von Zorii Bliss, einer ehemaligen Partnerin von Poe, die Umprogrammierung von C-3PO, wobei dessen Speicher jedoch gelöscht wird. C-3PO entziffert die Runen und so erfahren sie den Aufenthaltsort des zweiten Wegfinders. Erneut werden sie von der Ersten Ordnung aufgespürt, wobei Rey die Anwesenheit von Chewbacca an Bord von Kylos Sternenzerstörer spürt. Sie beschließen, ihn zu befreien, während Kylo und die Ritter von Ren die Stadt nach ihnen absuchen. Es gelingt ihnen, Chewbacca zu befreien, wobei ihnen General Hux behilflich ist, der sich als Verräter an der ersten Ordnung herausstellt. Auf die Frage der Widerstandsgruppe, weshalb er ihnen helfe, antwortet dieser, dass er Kylo Rens Sieg verhindern wolle. Rey erfährt unterdessen von Kylo Ren, dass sie in Wahrheit die Enkelin des Imperators ist. Nachdem ihnen abermals die Flucht gelungen ist, wird Hux umgehend von Ehrengeneral Pryde als der gesuchte Spion enttarnt und getötet.
An Bord des Millennium Falken begibt sich die Truppe nach Kef Bir, ein Nachbarmond von Endor, auf dem die Trümmerreste des zerstörten Zweiten Todessterns niedergegangen sind. Hier trifft die Widerstandsgruppe auf desertierte Sturmtruppeneinheiten der ehemaligen Kompanie 77. Beim Betrachten des Dolches in Sichtweite der Ruine entdeckt Rey einen ausziehbaren Messungsbogen, der ihr den Standort des Wegfinders auf dem Wrack aufzeigt. Obwohl es ihr aufgrund der schwierigen Witterungsverhältnisse von der Anführerin der desertierten Truppeneinheiten verboten wurde, macht sich Rey auf eigene Faust auf den Weg zum Wrack. Rey entdeckt den Wegfinder in einer an den Thronsaal angeschlossenen Kammer. Beim Greifen nach dem Sith-Wegfinder hat Rey eine Vision von sich als Sith. Ihr dunkles Abbild verwickelt die Jedi in ein Lichtschwertduell, bei dem ihr das Artefakt aus der Hand fällt. Kylo Ren liest es vom Boden auf und zerstört es, um zu erreichen, dass Rey nur durch ihn nach Exegol gelangen kann.
Daraufhin wird Rey von ihrer Wut überwältigt und beginnt Ren mit ihrem Lichtschwert zu attackieren. Zunächst scheint sie ihm im Kampf unterlegen zu sein, doch dann nimmt Leia mithilfe der Macht Kontakt zu ihrem Sohn auf, woraufhin dieser sein Lichtschwert verliert. Rey fängt Kylos Lichtschwert auf und verletzt ihn mit einem Stich durch die Brust. Kylo sinkt zu Boden. Anschließend spüren beide den Tod Leias in der Macht, die all ihre Kräfte auf die Kontaktaufnahme mit ihrem Sohn verwendet hat. Beide trauern um den Verlust, woraufhin Rey Kylo mithilfe der Macht heilt. Dann entwendet Rey das Raumschiff von Kylo, welches den zweiten Wegfinder an Bord hat. Kylo bleibt zurück, sagt sich nach einer Vision seines Vaters Han Solo von der dunklen Seite der Macht los und wirft sein Lichtschwert fort.
Rey, belastet von den Visionen der dunklen Seite und ihrer Herkunft, reist nach Ahch-To, wo Luke Skywalker nach der Zerstörung seines neuen Jedi-Ordens durch Kylo Ren im Exil lebte. Rey wirft das Lichtschwert von Anakin und Luke in die Flammen von Kylos brennenden TIE-Silencer, das sie zuvor selbst entzündet hat. Das Lichtschwert wird jedoch von Luke aufgefangen, der in Form eines Machtgeistes erscheint. Er erklärt Rey, dass die Waffe eines Jedi-Ritters mehr Respekt verdiene, und gibt es ihr zurück. Er überzeugt sie davon, nicht aufzugeben und den Weg der Jedi weiterzugehen. Außerdem gibt er ihr Leias Lichtschwert, das sie einst während ihrer Jedi-Ausbildung verwendete. Luke gibt an, dass sowohl er als auch Leia von Reys wahrer Herkunft als Palpatines Enkeltochter gewusst hätten. Er habe sie dennoch ausgebildet, da er an ihre gute Seele geglaubt hatte. Mit Hilfe des noch existierenden Sith-Wegfinders, der sich in Kylos TIE-Jäger befindet, und Lukes altem X-Flügler begibt sich Rey auf den Weg nach Exegol, wo sich der Imperator aufhält. Dabei sendet sie ihre Position an den Widerstand. Dieser macht sich umgehend auf den Weg zu ihr und entwirft den Plan, durch Funksignale in der gesamten Galaxis um Hilfe in der letzten Schlacht gegen die Erste Ordnung zu bitten.
Auf Exegol trifft Rey auf den Imperator, der ihr erneut offenbart, dass er ihr Großvater sei. Er eröffnet seiner Enkelin, dass er sie nie hatte töten, sondern zu seiner Thronerbin hatte erheben wollen. Er fordert sie auf, ihn, einem alten Sith-Ritual folgend, zu töten, damit sein Geist auf sie übergehen kann. Um sie unter Druck zu setzen, öffnet er die Decke der Halle und zeigt ihr die inzwischen entbrannte Luftschlacht gegen die verbliebenen Schiffe des Widerstands. Als Erbin des Imperators sei es ihr Recht, den Thron zu besteigen. Indem sie ihn töte, würden die Sith in ihr wiederauferstehen und sie über die Galaxis herrschen. Der Widerstand beginnt währenddessen den Angriff auf die zahllosen Sternenzerstörer des Imperators und wird, nachdem es fast zu einer Niederlage kommt, wenig später durch das Eintreffen von Lando Calrissian, Chewbacca, Zorii Bliss und unzähligen weiteren Raumschiffen der Verbündeten des Widerstands unterstützt. Auch Ben Solo trifft nun auf Exegol ein und begibt sich auf den Weg zu Rey. Diese weigert sich, den Imperator zu töten, und hilft stattdessen Ben dabei, die Ritter von Ren sowie die Prätorianergarde des Imperators zu töten. Daraufhin entwaffnet Palpatine die beiden mithilfe der Macht und entzieht ihnen ihre Lebenskräfte, die ihn verjüngen und seine eigenen Machtfähigkeiten verstärken. Während Rey das Bewusstsein verliert, stößt der Imperator Ben in einen Abgrund und beginnt damit, die gesamte Flotte des Widerstands durch das Aussenden gigantischer Machtblitze außer Gefecht zu setzen. Rey gelangt erneut zu Bewusstsein. Gestärkt durch die Stimmen zahlreicher Jedi-Meister vergangener Zeiten gelingt es Rey schließlich, den Imperator mit seinen eigenen Machtblitzen zu besiegen. Der Imperator explodiert in einer Schockwelle, die große Teile der Zitadelle zerstört und Rey tödlich verletzt. Ben Solo gelingt es aus dem Abgrund zu klettern und er erweckt Rey durch die Macht wieder zum Leben, wobei diese in ihm nun endgültig wieder das Gute erkennt. Nach einem Kuss stirbt Ben Solo schließlich und wird gemeinsam mit seiner Mutter Leia eins mit der Macht.
Nachdem die Galaxis den Sieg des Widerstands gefeiert hat, reist Rey nach Tatooine zu jener Feuchtfarm, auf der Luke Skywalker einst aufwuchs, und vergräbt dort in der Abenddämmerung die Lichtschwerter von Luke und Leia. Sie hält ihr neu erschaffenes, gelbes Lichtschwert in den Händen. Als eine Einwohnerin sie nach ihrem Namen fragt, erscheinen ihr die Skywalker-Geschwister als Macht-Geister, woraufhin Rey sich der Fremden als Rey Skywalker vorstellt.

## Einordnung in dasStar-Wars-Universum

### Chronologie
Der Film bildet den Abschluss der Sequel-Trilogie und führt die Ereignisse des Vorgängers Die letzten Jedi fort, nach dessen Handlung etwa ein Jahr vergangen ist.
| Die dunkle Bedrohung |                   |                   |                   |                   |                   |                   |               | I             |               |               |               |               |                          |                          |                          |                          |                          |                          |                          |                         |                         |                         |                         |                         |                         |                         |                         |                   |                   |                   |                         |                         |                         |                         |
| Angriff der Klonkrieger |                   |                   |                   |                   |                   |                   |               |               |               | II            |               |               |                          |                          |                          |                          |                          |                          |                          |                         |                         |                         |                         |                         |                         |                         |                         |                   |                   |                   |                         |                         |                         |                         |
| Die Rache der Sith |                   |                   |                   |                   |                   |                   |               |               |               |               |               | III           |                          |                          |                          |                          |                          |                          |                          |                         |                         |                         |                         |                         |                         |                         |                         |                   |                   |                   |                         |                         |                         |                         |
| Krieg der Sterne |                   |                   |                   |                   |                   |                   |               |               |               |               |               |               |                          |                          |                          |                          |                          |                          |                          |                         |                         | IV                      | IV                      |                         |                         |                         |                         |                   |                   |                   |                         |                         |                         |                         |
| Das Imperium schlägt zurück |                   |                   |                   |                   |                   |                   |               |               |               |               |               |               |                          |                          |                          |                          |                          |                          |                          |                         |                         |                         |                         |                         | V                       |                         |                         |                   |                   |                   |                         |                         |                         |                         |
| Die Rückkehr der Jedi-Ritter |                   |                   |                   |                   |                   |                   |               |               |               |               |               |               |                          |                          |                          |                          |                          |                          |                          |                         |                         |                         |                         |                         |                         | VI                      |                         |                   |                   |                   |                         |                         |                         |                         |
| Das Erwachen der Macht |                   |                   |                   |                   |                   |                   |               |               |               |               |               |               |                          |                          |                          |                          |                          |                          |                          |                         |                         |                         |                         |                         |                         |                         |                         |                   |                   |                   |                         | VII                     |                         |                         |
| Die letzten Jedi |                   |                   |                   |                   |                   |                   |               |               |               |               |               |               |                          |                          |                          |                          |                          |                          |                          |                         |                         |                         |                         |                         |                         |                         |                         |                   |                   |                   |                         |                         | VIII                    |                         |
| Der Aufstieg Skywalkers |                   |                   |                   |                   |                   |                   |               |               |               |               |               |               |                          |                          |                          |                          |                          |                          |                          |                         |                         |                         |                         |                         |                         |                         |                         |                   |                   |                   |                         |                         |                         | IX                      |
| Rogue One |                   |                   |                   |                   |                   |                   |               |               |               |               |               |               |                          |                          | a)                       |                          |                          |                          |                          |                         | R1                      |                         |                         |                         |                         |                         |                         |                   |                   |                   |                         |                         |                         |                         |
| Solo |                   |                   |                   |                   |                   |                   |               |               |               |               |               |               |                          |                          | a)                       |                          | S                        |                          |                          |                         |                         |                         |                         |                         |                         |                         |                         |                   |                   |                   |                         |                         |                         |                         |
| Die Abenteuer der jungen Jedi | YJA               |                   |                   |                   |                   |                   |               |               |               |               |               |               |                          |                          |                          |                          |                          |                          |                          |                         |                         |                         |                         |                         |                         |                         |                         |                   |                   |                   |                         |                         |                         |                         |
| The Clone Wars (+ Kinofilm) |                   |                   |                   |                   |                   |                   |               |               |               | TCW           | TCW           | TCW           |                          |                          |                          |                          |                          |                          |                          |                         |                         |                         |                         |                         |                         |                         |                         |                   |                   |                   |                         |                         |                         |                         |
| The Bad Batch |                   |                   |                   |                   |                   |                   |               |               |               |               |               | TBB           | TBB                      |                          |                          |                          |                          |                          |                          |                         |                         |                         |                         |                         |                         |                         |                         |                   |                   |                   |                         |                         |                         |                         |
| Rebels |                   |                   |                   |                   |                   |                   |               |               |               |               |               |               |                          |                          |                          |                          |                          |                          |                          | Rebels                  | Rebels                  |                         |                         |                         |                         |                         | b)                      |                   |                   |                   |                         |                         |                         |                         |
| Resistance |                   |                   |                   |                   |                   |                   |               |               |               |               |               |               |                          |                          |                          |                          |                          |                          |                          |                         |                         |                         |                         |                         |                         |                         |                         |                   |                   |                   | Resistance              | Resistance              | Resistance              | Resistance              |
| The Acolyte |                   |                   | c)                |                   | TA                |                   |               |               |               |               |               |               |                          |                          |                          |                          |                          |                          |                          |                         |                         |                         |                         |                         |                         |                         |                         |                   |                   |                   |                         |                         |                         |                         |
| Obi-Wan-Kenobi |                   |                   |                   |                   |                   |                   |               |               |               |               |               |               |                          |                          |                          |                          |                          | K                        |                          |                         |                         |                         |                         |                         |                         |                         |                         |                   |                   |                   |                         |                         |                         |                         |
| Andor |                   |                   |                   |                   |                   |                   |               |               |               |               |               |               |                          |                          |                          |                          |                          |                          |                          | Andor                   | Andor                   |                         |                         |                         |                         |                         |                         |                   |                   |                   |                         |                         |                         |                         |
| The Mandalorian |                   |                   |                   |                   |                   |                   |               |               |               |               |               |               |                          |                          |                          |                          |                          |                          |                          |                         |                         |                         |                         |                         |                         |                         |                         |                   | M                 |                   |                         |                         |                         |                         |
| Das Buch von Boba Fett |                   |                   |                   |                   |                   |                   |               |               |               |               |               |               |                          |                          |                          |                          |                          |                          |                          |                         |                         |                         |                         |                         |                         | c)                      | c)                      |                   | BF                |                   |                         |                         |                         |                         |
| Ahsoka |                   |                   |                   |                   |                   |                   |               |               |               |               |               |               |                          |                          |                          |                          |                          |                          |                          |                         |                         |                         |                         |                         |                         |                         |                         |                   | A                 |                   |                         |                         |                         |                         |
| Skeleton Crew |                   |                   |                   |                   |                   |                   |               |               |               |               |               |               |                          |                          |                          |                          |                          |                          |                          |                         |                         |                         |                         |                         |                         |                         |                         |                   | SC                |                   |                         |                         |                         |                         |
| Ära | Die Hohe Republik | Die Hohe Republik | Die Hohe Republik | Die Hohe Republik | Die Hohe Republik | Die Hohe Republik | Fall der Jedi | Fall der Jedi | Fall der Jedi | Fall der Jedi | Fall der Jedi | Fall der Jedi | Herrschaft des Imperiums | Herrschaft des Imperiums | Herrschaft des Imperiums | Herrschaft des Imperiums | Herrschaft des Imperiums | Herrschaft des Imperiums | Herrschaft des Imperiums | Zeitalter der Rebellion | Zeitalter der Rebellion | Zeitalter der Rebellion | Zeitalter der Rebellion | Zeitalter der Rebellion | Zeitalter der Rebellion | Zeitalter der Rebellion | Zeitalter der Rebellion | Die Neue Republik | Die Neue Republik | Die Neue Republik | Aufstieg der 1. Ordnung | Aufstieg der 1. Ordnung | Aufstieg der 1. Ordnung | Aufstieg der 1. Ordnung |
| _ Prequel-Trilogie (Episoden I–III) _ Original-Trilogie (Episoden IV–VI) _ Sequel-Trilogie (Episoden VII–IX) _ A-Star-Wars-Story-Filme _ (kanonische) Animations-Serien _ (kanonische) Real-Serien |                   |                   |                   |                   |                   |                   |               |               |               |               |               |               |                          |                          |                          |                          |                          |                          |                          |                         |                         |                         |                         |                         |                         |                         |                         |                   |                   |                   |                         |                         |                         |                         |
| Die Folgen der Serien Die Mächte des Schicksals und Geschichten der Jedi spielen jeweils zu unterschiedlichen Zeitpunkten, sodass eine Auflistung in der Tabelle nicht sinnvoll möglich ist. Ebenfalls nicht aufgelistet sind Miniserien, Kurzgeschichten, Comics, Bücher und andere Begleitwerke des offiziellen Star-Wars-Kanons sowie der Themenpark Star Wars: Galaxy’s Edge (zwischen VIII und IX). Zur schematischen Einordnung der Handlungen wird die fiktive Zeitrechnung des Star-Wars-Universums verwendet. Diese unterscheidet zwischen den Jahren vor der Schlacht von Yavin (VSY) und nach der Schlacht von Yavin (NSY). Die Schlacht von Yavin IV bildet das Ende von Krieg der Sterne (1977), bei dem Luke Skywalker und die Rebellenallianz den ersten Todesstern zerstören. |                   |                   |                   |                   |                   |                   |               |               |               |               |               |               |                          |                          |                          |                          |                          |                          |                          |                         |                         |                         |                         |                         |                         |                         |                         |                   |                   |                   |                         |                         |                         |                         |
| a) Prolog, b) Epilog, c) Rückblenden |                   |                   |                   |                   |                   |                   |               |               |               |               |               |               |                          |                          |                          |                          |                          |                          |                          |                         |                         |                         |                         |                         |                         |                         |                         |                   |                   |                   |                         |                         |                         |                         |

### Figuren
Hauptfiguren
- Rey Skywalker (Daisy Ridley), ehemalige Schrottsammlerin von Jakku und Padawan-Schülerin des verstorbenen Jedi-Meisters Luke Skywalker, beendet nun unter Leia Organa ihre Ausbildung zu einem Jedi-Ritter. Im finalen Kampf gegen die Erste Ordnung und ihren Rivalen Kylo Ren erfährt sie die schockierende Wahrheit über ihre Herkunft und Vergangenheit.
- Ben Solo/Kylo Ren (Adam Driver), neuer Oberster Anführer der Ersten Ordnung und Sohn von Leia Organa, trifft bei der Erforschung eines mysteriösen Funkspruchs auf den ehemaligen Imperator und Sith-Lord Darth Sidious, mit welchem er einen Pakt schließt. Nach wie vor verfolgt Kylo Ren jedoch das Ziel, sich mit Rey zu verbünden.
- Leia Organa (Carrie Fisher), nimmt sich der Ausbildung der Jedi-Schülerin Rey an und bereitet alles für den alles entscheidenden Kampf gegen die Erste Ordnung und die Sith-Flotte des Imperators vor. Die Hoffnung, dass ihr Sohn Ben Solo noch nicht ganz verloren ist, gibt sie nicht auf.
- Sheev Palpatine/Darth Sidious (Ian McDiarmid), der ehemalige Imperator gibt sich der Galaxis nach seinem augenscheinlichen Tod, während der Schlacht von Endor, als lebendig zu erkennen und erklärt dieser – mit einer neuen Sternenzerstörer-Flotte – den Krieg. Palpatine verbündet sich mit Kylo Ren und teilt mit diesem ein und dasselbe Ziel – Rey.
- Finn/FN-2187 (John Boyega), nach seiner Fahnenflucht von der Ersten Ordnung ein Mitglied des Widerstands und begleitet Rey unter anderem gemeinsam mit Poe Dameron und Chewbacca bei ihrer Suche nach einem verschollenen Sith-Wegfinder, welcher entscheidend für den Sieg gegen die Erste Ordnung und den Imperator sein könnte. Auf dem Mond Kef Bir trifft er auf die ebenfalls desertierte Sturmtrupplerin Jannah.
- Poe Dameron (Oscar Isaac), Pilot des Widerstands und enger Vertrauter von General Leia Organa, schließt sich der Suche nach dem Wegfinder an und trifft auf Kijimi auf seine ehemalige Geliebte – die Schmugglerin Zorii Bliss. Bei der alles entscheidenden Schlacht von Exegol führt er die Flotte des Widerstands an.
- C-3PO (Anthony Daniels), der Protokolldroide, welcher vor den Klonkriegen von Anakin Skywalker erbaut wurde, begleitet die Truppe um Rey und muss sich auf Kijimi einer illegalen Umprogrammierung unterziehen, um verbotene Runen aus der Sith-Sprache zu übersetzen.
- Lando Calrissian (Billy Dee Williams), der alte Rebellengeneral, der sich nach dem Sieg über das Galaktische Imperium in der Wüste von Pasaana absetzte, kommt dem Widerstand zur Hilfe und rekrutiert für die Schlacht gegen die Erste Ordnung und die Sith-Flotte zahlreiche freiwillige Kämpfer und Zivilisten.
- Ehrengeneral Pryde (Richard E. Grant), hochrangiger General der Ersten Ordnung und Veteran des Galaktischen Imperiums. Pryde schwört dem Imperator seine Treue und übernimmt bei der Schlacht von Exegol das Kommando über die Sith-Flotte der Letzten Ordnung.
- Armitage Hux (Domhnall Gleeson), General der Ersten Ordnung, droht nach dem Tod von Anführer Snoke, den Konkurrenzkampf gegen den neuen Herrscher Kylo Ren zu verlieren. Sein neues Ziel ist es, seinen Rivalen Kylo Ren zu sabotieren.
- Jannah/TZ-1719 (Naomi Ackie), die einstige Sturmtrupplerin desertierte gemeinsam mit ihrer Division und setzte sich auf dem Mond Kef Bir ab. Kurz vor der Schlacht von Exegol trifft sie auf Finn und dessen Freunde und schließt sich dem Widerstand an.
- Zorii Bliss (Keri Russell), kriminelle Gewürzschmugglerin von Kijimi, ehemals Freundin von Poe Dameron, führt die Gruppe um Rey auf der Suche nach einem geeigneten Droidenschmied zu Babu Frik, welcher die Umprogrammierung an dem Droiden C-3PO vollziehen kann. Sie und Babu beteiligen sich als Teil der Widerstands-Flotte in der Schlacht von Exegol.

Nebenfiguren
- Chewbacca (Joonas Suatamo), der Wookie, der einst mit Han Solo an Bord des Millennium Falken flog, beteiligt sich als Mitglied des Widerstands an der Mission auf Pasaana und weiteren Zielen der Reise.
- Luke Skywalker (Mark Hamill), wurde nach seinem heldenhaften Akt während der Schlacht von Crait eins mit der Macht und sorgte mit seinem Opfer für neue Hoffnung in der Galaxis. Seiner einstigen Schülerin Rey begegnet er auf Ahch-To als Machtgeist und spricht ihr neuen Mut zu, als diese versucht, alles hinzuwerfen.
- Rose Tico (Kelly Marie Tran), unterstützt General Leia Organa und kämpft an der Seite ihrer Mitstreiter in der Schlacht von Exegol.
- Maz Kanata (Lupita Nyong’o), Piratin und Freundin des ermordeten Han Solo, steht nun vollständig an der Seite des Widerstands und dient Leia Organa als eine wichtige Beraterin.
- Beaumont Kin (Dominic Monaghan), Wissenschaftler und Mitglied des Widerstands, ist einer der wenigen, der mutmaßen kann, wie es Imperator Palpatine gelungen ist, den Tod zu hintergehen.
- Kaydel Ko Konnix (Billie Lourd), hilft als Lieutenant, alle nötigen Vorbereitungen für den letzten Kampf gegen Imperator Palpatine und die Erste Ordnung zu treffen.
- Snap Wexley (Greg Grunberg), X-Flügler-Pilot des Widerstands kämpft als Teil der Flotte – angeführt von seinem Freund Poe Dameron – in der finalen Schlacht von Exegol.
- R2-D2 (Jimmy Vee), Astromech-Droide und bester Freund von C-3PO, gibt diesem nach dessen Umprogrammierung durch Babu Frik sein verlorenes Gedächtnis durch ein Backup wieder zurück. In der Schlacht von Exegol fliegt er an Bord des X-Flüglers von Poe Dameron.
- BB-8, Astromech-Droide des Piloten Poe Dameron, begleitet die Widerständler auf ihrer Suche nach dem Sith-Wegfinder.
- D-O (J.J. Abrams), ein einzigartiger – von einem unbekannten Droidenschmied – zusammengebauter Droide, welcher in Besitz des Sith-Attentäters Ochi von Bestoon fiel. Rey findet ihn an Bord der Bestoon Legacy und nimmt ihn auf. D-O kann dem Widerstand wichtige Aufzeichnungen über den Planeten Exegol liefern.
- Babu Frik (Shirley Henderson), ein anzellanischer Droidenschmied, der C-3PO auf Kijimi einer komplexen Umprogrammierung unterzieht.
- Larma D’Acy (Amanda Lawrence), Kommandantin des Widerstands, Überlebende der Schlacht von Crait und Vertraute von Leia Organa. Kurz vor dem ersten Angriff der Sith-Flotte des Imperators muss sie Finn, Chewbacca und Poe Dameron eine schreckliche Nachricht überbringen.
- Wedge Antilles (Denis Lawson), Veteran der Rebellenallianz und X-Flügler-Pilot kämpfte bereits an der Seite von Luke Skywalker bei der Zerstörung des ersten Todessterns. Als Teil der riesigen Rebellenflotte wird er von Lando Calrissian und Chewbacca ein letztes Mal für den Kampf gegen die Erste Ordnung und die Flotte des Imperators rekrutiert.
- Wicket W. Warrick (Warwick Davis), Häuptling eines Ewok-Stammes, welcher vor mehr als 30 Jahren der Rebellenallianz in einer entscheidenden Schlacht gegen das Galaktische Imperium auf Endor unterstützte.

### Orte
- Mustafar, auf diesem vulkanischen Planeten befand sich einst Darth Vaders Festung; Kylo Ren gelangt nach Kämpfen auf dem Planeten in den Besitz eines Sith-Wegfinders, der Palpatines Aufenthaltsort anzeigt.
- Ajan Kloss, auf diesem Planeten, auf welchem Luke Skywalker einst die Jedi-Ausbildung seiner Schwester Leia Organa beenden wollte, errichtet der Widerstand nach der Zerstörung der ersten Basis auf D’Qar seinen Stützpunkt. Im Dschungel des dicht bewachsenen Planeten trainiert Leia Organa ihre Schülerin Rey in den Lehren der Jedi.
- Exegol, eine alte und geheime Welt der Sith in den Unbekannten Regionen. Mithilfe eines Wegfinders findet Kylo Ren in einer unterirdischen Zitadelle die Anhänger des Sith-Kults und den geschwächten Imperator Palpatine, welcher ihm ein verlockendes Angebot macht.
- Pasaana, ein Wüstenplanet und Schauplatz des Festes der Ahnen, welches von den einheimischen Aki-Akis alle 42 Jahre gefeiert wird. In der Verbotenen Wüste sucht die Jedi-Schülerin Rey mit ihren Freunden nach Hinweisen auf einen von zwei Sith-Wegfindern, die den Weg nach Exegol weisen.
- Kijimi, ein zum größten Teil von Gebirgen übersäter Planet, ist der Sammelpunkt für Kriminelle und Ganoven. Die Gruppe um Rey trifft dort auf die Gewürzschmugglerin Zorii Bliss, die die Widerständler mit dem Droidenschmied Babu Frik bekannt macht. Inmitten der Stadt liefert sich Rey über die Macht hinweg ein Duell mit Kylo Ren.
- Kef Bir, ein von Wasser überzogener Mond mit zahlreichen Inseln und bewaldeten Flächen, ist als Teil des Endor-Systems, in welchem die Rebellen einst das Galaktische Imperium besiegten, übersät von Trümmerteilen des zweiten Todessterns. In jenem Wrack findet Rey im gut erhaltenen Thronsaal des Imperators den zweiten Sith-Wegfinder. Die Widerständler treffen dort außerdem auf die ehemalige Sturmtrupplerin Jannah und die Kompanie 77.
- Ahch-To, ozeanischer Inselplanet, Standort des ersten Jedi-Tempels und einstiger Rückzugsort des verstorbenen Luke Skywalker. Nach einer Niederlage gegen Kylo Ren flüchtet Rey auf die Insel ihres einstigen Meisters, um es diesem gleichzutun.
- Tatooine, auf diesem, zwei Sonnen umkreisenden, Wüstenplaneten ist Luke Skywalker einst auf einer Feuchtfarm der Familie Lars aufgewachsen.

## Produktion

### Vorproduktion
Im Oktober 2012 verkaufte Star-Wars-Erfinder George Lucas seine Produktionsfirma Lucasfilm, und mit ihr unter anderem auch die Rechte an Star Wars, an Disney, woraufhin eine neue Star-Wars-Trilogie (die sogenannte Sequel-Trilogie) angekündigt wurde. Diese begann im Jahr 2015 mit Das Erwachen der Macht und wurde 2017 mit Die letzten Jedi fortgeführt.
Ursprünglich sollte das Drehbuch von Simon Kinberg geschrieben werden. Auf der D23 Expo 2015 gab Lucasfilm bekannt, dass Colin Trevorrow, Regisseur von Jurassic World, die Regie für Der Aufstieg Skywalkers übernehmen werde, als Co-Autor des Drehbuchs wurde Derek Connolly gewonnen. Im September 2016 gab Disneys CEO Bob Iger an, dass er einen ersten Entwurf für Der Aufstieg Skywalkers von Regisseur Trevorrow erhalten habe. Im April 2017 gab Lucasfilm bekannt, dass der Abschluss der Sequel-Trilogie am 24. Mai 2019 in die Kinos kommen würde. Im August 2017 berichtete The Hollywood Reporter, dass der britische Drehbuchautor Jack Thorne am Drehbuch zum Film arbeiten und dieses gemeinsam mit Trevorrow und Connolly überarbeiten werde. Colin Trevorrow schied kurze Zeit später, im September 2017, wegen kreativer Differenzen mit Lucasfilm aus dem Projekt aus. Am 12. September wurde J. J. Abrams als neuer Regisseur und Drehbuchautor (gemeinsam mit Chris Terrio) vorgestellt, gleichzeitig wurde der zunächst für den 24. Mai 2019 angekündigte Starttermin auf den 20. Dezember 2019 verschoben. J. J. Abrams war schon an Das Erwachen der Macht als Regisseur und Drehbuchautor beteiligt, bei Die letzten Jedi war Abrams Executive Producer. Im Dezember 2017, kurz nach der Veröffentlichung von Die letzten Jedi, stellte Abrams seinen Drehbuchentwurf Bob Iger vor. Am 21. Februar 2018 gab J. J. Abrams bekannt, dass die Arbeiten am Drehbuch abgeschlossen seien. Trevorrow wird trotz seines Ausscheidens in den Credits für die Beteiligung an der Storyentwicklung namentlich genannt.

### Tod Carrie Fishers
Die von Carrie Fisher verkörperte Figur Leia Organa sollte ursprünglich eine zentrale Rolle im Film einnehmen, so wie es Han Solo bzw. Luke Skywalker in den direkten Vorgängern Das Erwachen der Macht und Die letzten Jedi jeweils taten. Durch Fishers unerwarteten Tod im Dezember 2016 mussten diese Pläne zunächst allerdings verworfen und weitreichende Änderungen am geplanten Drehbuch vorgenommen werden. Nachdem zunächst die Möglichkeit in Betracht gezogen wurde, die Figur gänzlich aus dem Film zu schreiben, wurde nach der Trennung von Colin Trevorrow ein neues Drehbuch von Regisseur J. J. Abrams und Chris Terrio fertiggestellt. Für die Szenen mit Leia Organa wurde nicht verwendetes Filmmaterial aus Das Erwachen der Macht und Die letzten Jedi verwendet.

### Dreharbeiten
Die Dreharbeiten begannen am 1. August 2018 in den Pinewood Studios nahe London. Insgesamt drei Wochen wurde zudem in den jordanischen Orten Wadi Rum und Shakrieh gedreht. Die Dreharbeiten wurden am 15. Februar 2019, knapp zehn Monate vor der Veröffentlichung des Films, abgeschlossen.

### Filmmusik

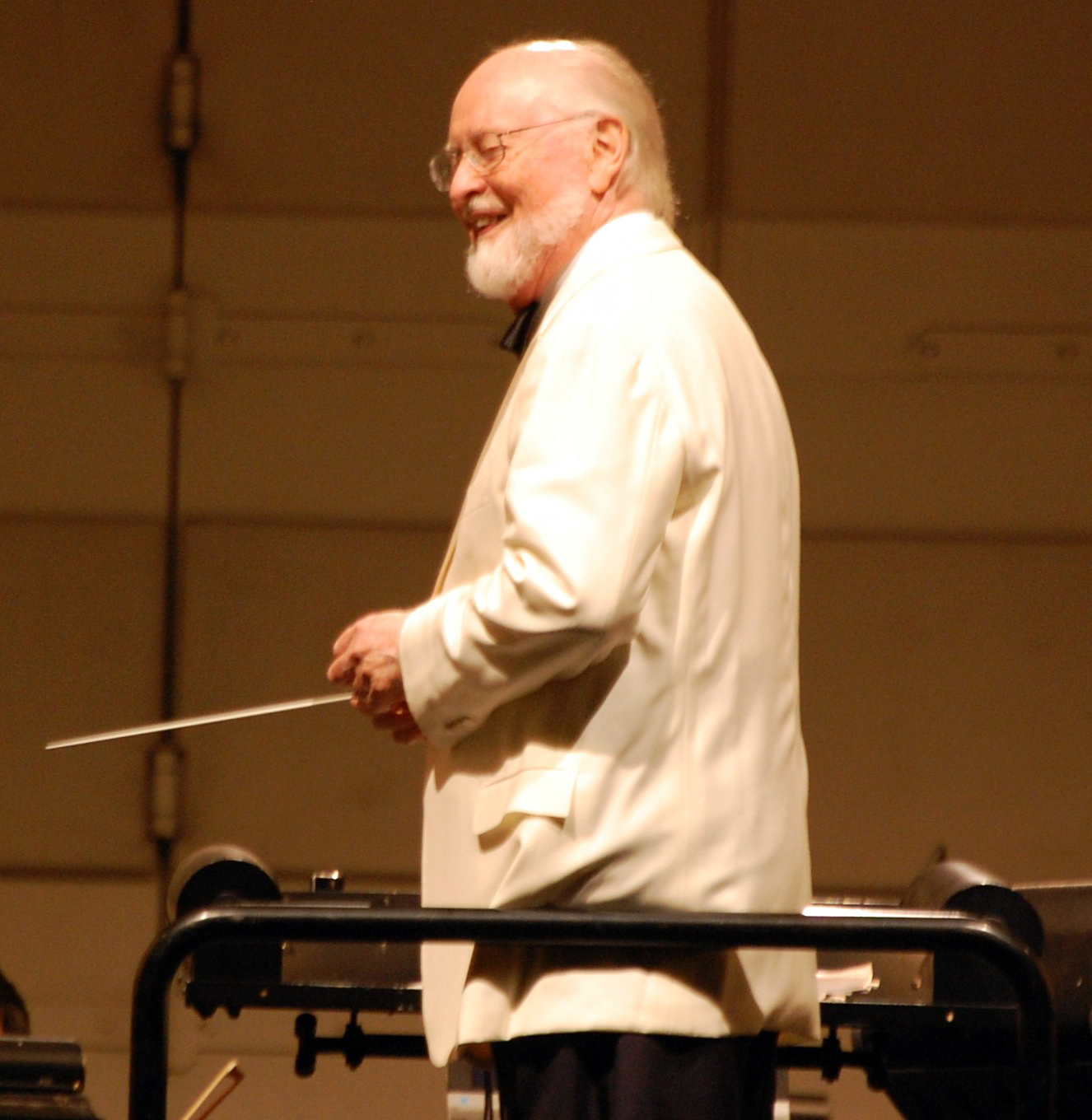
John Williams im Hollywood Bowl 2009

Die Filmmusik stammt wie schon in den acht Episoden zuvor von John Williams. Die neunte Star-Wars-Episode wird zugleich die letzte sein, zu der er den Soundtrack komponieren wird. Im Mai 2019 sagte Williams, ihm habe eine frühe Schnittfassung des Films sehr gefallen, zu der er im vorherigen Monat bereits knapp 25 Minuten an Soundtrack geschrieben habe. Der Soundtrack soll im Juni 2019 eingespielt und aufgenommen worden sein. Insgesamt 135 Minuten Musik hat John Williams für den Film komponiert.

## Synchronisation
Die deutsche Synchronisation übernahm wie schon in vorherigen Star-Wars-Filmen die Film- & Fernseh-Synchron GmbH in Berlin. Björn Schalla schrieb das Dialogbuch, übernahm die Dialogregie und sprach den Droiden D-O auf Deutsch, der im Original vom Filmregisseur J. J. Abrams gesprochen wurde. Die Figuren erhielten hierbei ihre etablierten Sprecher aus vorherigen Filmen und Serien, lediglich Bernd Vollbrecht übernahm erstmals die Rolle von Bernd Rumpf.
| Figur                           | Darsteller                                                 | Deutscher Sprecher         |
| ------------------------------- | ---------------------------------------------------------- | -------------------------- |
| Rey Skywalker                   | Daisy Ridley                                               | Kaya Marie Möller          |
| Kylo Ren/Ben Solo               | Adam Driver                                                | Julien Haggège             |
| Finn                            | John Boyega                                                | Stefan Günther             |
| Poe Dameron                     | Oscar Isaac                                                | Alexander Doering          |
| General Leia Organa             | Carrie Fisher (unbenutztes Archivmaterial aus Episode VII) | Susanna Bonaséwicz         |
| General Armitage Hux            | Domhnall Gleeson                                           | Sebastian Schulz           |
| C-3PO                           | Anthony Daniels                                            | Joachim Tennstedt          |
| Luke Skywalker                  | Mark Hamill                                                | Hans-Georg Panczak         |
| Sheev Palpatine / Darth Sidious | Ian McDiarmid                                              | Friedhelm Ptok             |
| Ehrengeneral Enric Pryde        | Richard E. Grant                                           | Hans Bayer                 |
| Lando Calrissian                | Billy Dee Williams                                         | Frank Glaubrecht           |
| Rose Tico                       | Kelly Marie Tran                                           | Victoria Frenz             |
| Jannah                          | Naomi Ackie                                                | Flavia Vinzens             |
| Zorii Bliss                     | Keri Russell                                               | Lara Trautmann             |
| Maz Kanata                      | Lupita Nyong’o                                             | Regina Lemnitz             |
| Lieutenant Connix               | Billie Lourd                                               | Runa Aléon                 |
| „Snap“ Wexley                   | Greg Grunberg                                              | Olaf Reichmann             |
| Beaumont Kin                    | Dominic Monaghan                                           | Gerrit Schmidt-Foß         |
| Han Solo                        | Harrison Ford                                              | Wolfgang Pampel            |
| Babu Frik                       | Shirley Henderson (Stimme)                                 | Shirley Henderson (Stimme) |
| Wedge Antilles                  | Denis Lawson                                               | Hans-Jürgen Dittberner     |
| Boolio                          | Mark Hamill (Stimme, als „Patrick Williams“)               | Uli Krohm                  |
| Snoke                           | Andy Serkis (Stimme)                                       | Martin Umbach              |
| D-O                             | J. J. Abrams (Stimme)                                      | Björn Schalla              |
| Anakin SkywalkerDarth Vader     | Hayden Christensen (Stimme)                                | Wanja Gerick               |
| Anakin SkywalkerDarth Vader     | James Earl Jones (Stimme)                                  | Martin Kautz               |
| Obi-Wan „Ben“ Kenobi            | Alec Guinness (Stimme, Archivmaterial wie in VII)          | Philipp Moog               |
| Obi-Wan „Ben“ Kenobi            | Ewan McGregor (Stimme)                                     | Philipp Moog               |
| Qui-Gon Jinn                    | Liam Neeson (Stimme)                                       | Bernd Vollbrecht           |
| Mace Windu                      | Samuel L. Jackson (Stimme)                                 | Helmut Gauß                |
| Yoda                            | Frank Oz (Stimme)                                          | Fred Maire                 |
| Luminara Unduli                 | Olivia d’Abo (Stimme)                                      | Sabine Arnhold             |
| Adi Gallia                      | Angelique Perrin (Stimme)                                  | Martina Treger             |
| Aayla Secura                    | Jennifer Hale (Stimme)                                     | Vera Teltz                 |
| Ahsoka Tano                     | Ashley Eckstein (Stimme)                                   | Josephine Schmidt          |
| Kanan Jarrus                    | Freddie Prinze Jr. (Stimme)                                | Dennis Schmidt-Foß         |

## Rezeption

### Kritiken
Der Aufstieg Skywalkers stieß auf ein zurückhaltendes Presseecho, was sich auch in den Auswertungen US-amerikanischer Aggregatoren widerspiegelt. So erfasst Rotten Tomatoes ähnlich viele wohlwollende wie kritische Besprechungen und ordnet den Film dementsprechend als „Gammelig“ ein. Laut Metacritic fallen die Bewertungen im Mittel „Durchwachsen oder Durchschnittlich“ aus. Die US-Kinobesucher vergaben den CinemaScore B+ entsprechend der deutschen Schulnote „2+“, die niedrigste Wertung aller bis dato erfassten Star-Wars-Filme.
Hannah Pilarczyk lobt auf Spiegel Online den Film von Drehbuchautor und Regisseur J. J. Abrams, der die Reihe gelungen abschließe, die aus ihrer Sicht jedoch außer Spektakel nur in den wenigsten Momenten etwas zu bieten gehabt habe, das ihre Existenz jenseits der Erschließung neuer Fan-Generationen gerechtfertigt hätte. Der Film leide wie die gesamte Sequel-Trilogie unter dem Erbe der drei Hauptfiguren der Original-Trilogie – Luke, Leia und Han –, von denen sich weder der Film noch die Trilogie als Ganzes je habe lösen können. Dennoch stellt sie lobend fest, dass in Der Aufstieg Skywalkers „zum Spektakel endlich die emotionale Tiefe dazu“ komme. Jens Balzer kritisiert für Die Zeit, dass man „besonders in der ersten, handlungsmäßig allzu vollgepackten Stunde des Films […] schon mal den Überblick darüber verlieren [kann], wer jetzt gerade aus welchem Grund wem auf welche entlegene Eis-, Dschungel- oder Wüstenwelt folgt, um irgendein weiteres Rätsel zu lösen.“ Dennoch erlaube es J. J. Abrams’ Erzählweise, dem Film zu folgen, auch wenn man nicht jedes Detail verstehen sollte. Er lobt insbesondere die Arbeit des Artdirectors Paul Inglis, der mit seinen teils überhöhten und in Extreme getriebenen, aber gerade schlichten, monochromen Bildern die Figuren so menschlich wie nie zuvor wirken lasse, wenn die „hyperrealistische Fantasywelt in den Spiegel der Innerlichkeit jener Heldinnen und Helden kollabiert, die sich in ihr bewegen.“ Andreas Busche bescheinigt im Tagesspiegel, dass Abrams mit Der Aufstieg Skywalkers ein schwieriger Balanceakt gelungen sei. Ikonografisch bewege sich sein Film in „vertrauten Welten, inhaltlich hat sich die Star-Wars-Mythologie jedoch von ihren Ursprüngen entfernt.“ Insbesondere die schauspielerische Leistung Adam Drivers findet lobende Worte.
Peter Bradshow kritisiert im Guardian die Angewohnheit, jegliche Fallhöhe zunichtezumachen, indem man tote Figuren oder Gegenstände immer wieder zum Leben erwecke, lobt den Film insgesamt dennoch als „aufregendes, unterhaltsames [und] lichtschnelles Finale.“ Richard Trenholm lobt den Film für CNET dafür, so ziemlich alles zu erfüllen, was sich Fans gewünscht hätten, kritisiert den Film jedoch als bisweilen frustrierend träge, überfüllt und herzlos. Nicholas Barber befindet für die BBC abschließend, der Film sei zwar gut geschauspielt, sehe fantastisch aus und habe die positive Botschaft, niemals die Hoffnung zu verlieren, jedoch bemerkte er ein Gefühl des erneuerten Respekts für die Vorstellungskraft von George Lucas. Der Aufstieg Skywalkers sei „von vielen talentierten Leuten liebevoll gestaltet und dennoch ist das Beste, was sie tun können, alles zu würdigen, was er vor einigen Jahrzehnten getan hat.“
Eine vermeintliche, leichte Kurskorrektur hinsichtlich einzelner Teile des Vorgängers Die letzten Jedi wurde ebenso kritisch aufgenommen. Wo der Vorgänger die überwiegende Zahl von Kritikern überzeugen konnte, unter Fans jedoch gemischter aufgenommen wurde, ist die Reaktion auf Der Aufstieg Skywalkers nahezu umgekehrter Natur, wobei er Fans offenbar mehr überzeugen konnte als den Großteil der Kritiker.

### Einspielergebnis
Den Produktionskosten von geschätzten 275 Millionen US-Dollar (Gesamtkosten etwa 630 Millionen US-Dollar) stehen Einnahmen an den weltweiten Kinokassen von rund 1,074 Milliarden US-Dollar gegenüber. Star Wars: Der Aufstieg Skywalkers steht in der Liste der weltweit erfolgreichsten Filme derzeit auf Platz 42 (Stand: 19. April 2025). Damit ist Der Aufstieg Skywalkers ohne Einbezug der Inflation (nominell) nach Das Erwachen der Macht (2,068 Milliarden US-Dollar) und Die letzten Jedi (1,332 Milliarden) der finanziell dritterfolgreichste Film der Star-Wars-Filmreihe.
In Deutschland erreichte Der Aufstieg Skywalkers nach Umsatz (mit knapp 13,3 Millionen Euro) das neuntbeste Startwochenende aller Zeiten und die fünftbeste Startwoche jemals. Insgesamt spielte der Film knapp 60,1 Millionen Euro ein und lockte über 5,2 Millionen Besucher in die deutschen Kinos. Am Kinoumsatz in Deutschland gemessen ist er der erfolgreichste Film des Jahres 2019.
Der Nettogewinn (ohne Einbeziehung von Merchandising-Verkäufen) beläuft sich für das leitende Studio Disney auf etwa 300 Millionen US-Dollar.

### Auszeichnungen
Academy Awards 2020
- Nominierung in der Kategorie Beste visuelle Effekte
- Nominierung in der Kategorie Beste Filmmusik
- Nominierung in der Kategorie Bester Tonschnitt

BAFTA Awards 2020
- Nominierung in der Kategorie Beste visuelle Effekte
- Nominierung in der Kategorie Beste Filmmusik
- Nominierung in der Kategorie Bester Ton

Golden Reel Awards 2020
- Nominierung in der Kategorie Best Sound Editing: Sound Effects and Foley in a Feature Film

## Zukunft
Der Aufstieg Skywalkers ist der letzte Teil der neun Filme umfassenden sogenannten Skywalker-Saga. Dennoch sollen auch nach Der Aufstieg Skywalkers weitere Star-Wars-Filme produziert werden. Im November 2017 gab Disney bekannt, dass Rian Johnson, der bereits bei Die letzten Jedi für Regie und Drehbuch verantwortlich war, für eine neue Star-Wars-Trilogie verpflichtet wurde. Für den ersten Teil dieser Trilogie soll er erneut das Drehbuch schreiben und Regie führen. Darüber hinaus ist eine weitere Trilogie geplant.
2024 wurde ein weiterer Film für das Jahr 2026 angekündigt, der als de facto Episode X unter dem Arbeitstitel New Jedi Order mit Daisy Ridley als Rey Skywalker in der Hauptrolle 15 Jahre nach den Ereignissen von Der Aufstieg Skywalkers spielen, und den Aufbau des neuen Jedi-Ordens behandeln soll. Regie führen soll Sharmeen Obaid-Chinoy.
Nach dem finanziellen Misserfolg von Solo: A Star Wars Story an den internationalen Kinokassen, der Disney mehr als 50 Millionen Dollar Verlust eingebracht haben soll, gab Lucasfilm bekannt, die Veröffentlichungsstrategie weiterer Star-Wars-Medien, abseits der zwei angekündigten Trilogien und Serien, überdenken zu wollen. Trotzdem befänden sich weitere Projekte in der Vorproduktion.